# Ящурка кокшаальська
Ящурка кокшаальська (Eremias kokshaaliensis) — вид ящірок родини Ящіркові (Lacertidae).

## Поширення
Вид зустрічається в горах Тянь-Шань (Киргизстан) та Синьцзян на заході Китаю.